# Район

Райони України після реформи 2020 року.

Райо́н (лат. rayon — «окіл, округ») — землеуправлінська одиниця.

## Райони в СРСР
Райони були створені зокрема в УРСР 1923 року, шляхом укрупнення й переділу волостей, землеуправлінських одиниць колишньої Російської імперії.
Тоді, замість давнього поділу на губернії, повіти й волості, запроваджено поділ на округи, райони й сільради (з 1932 на області, райони й сільради). Величина району була середня між величиною повіту й волості. 1923 їх було в УРСР 706 (замість 1989 волостей).
Число й величина району постійно мінялася: 1925 р. — 666, 1930 р. — 383, 1938 р. — 500 (?), 1956 р. (разом із Західної Україною й Кримом) — 786, 1961 р. — 604. У зв'язку з короткотривалою реорганізацією адміністративно-територіяльного поділу 1962 р. їх число зменшено до 251, але згодом знову збільшено до 394 1965 р. і 447 1966 р. Пізніше число районів не зазнало більших змін: 1968 р. — 475, 1970 р. — 476.
На райони поділяються також міста з населенням понад 100 000; таких міських районів в УРСР було на 1970 р. 90.
Органом державної влади в районі є районна рада, обирана населенням на 2 роки. Райрада визначає зі своїх членів виконавчий комітет, при якому є адміністративний апарат з відділами й управліннями. Йому підлягають сільські, селищні та міські ради районного підпорядкування. Райвиконком та його апарат підпорядковані, з одного боку, раді, а з другого — вищим адміністративним органам. Розпорядження цих останніх є для районних органів обов'язковими. Райвиконком є не тільки виконавчим, а й розпорядчим органом з компетенціями в усіх справах, у яких компетентна рада. Тому значення та функції ради мінімальні: вона перетворилася на допоміжний орган адміністративного апарату. Виконком повинен скликати не менше шістьох разів на рік сесії ради та інформувати її про справи району. Однак він цих термінів часто не дотримує. Сесії тривають дуже коротко й тому не можуть глибше обмірковувати справи. Більше значення мають постійні комісії, що офіційно вважаються допоміжними органами виконкому, у працях комісій можуть брати участь також і недепутати. Обсяг оправ району вузький: місц., підпорядкованої райлну, промисловості майже немає. Адміністративний апарат керує головним чином сільським господарством, кооперацією та суспільно-культурними справами (див. також Ради депутатів трудящих).
Справжнім органом місцевої влади в районі за радянських часів був райком КПУ, що керував радою та її адміністративним апаратом безпосередньо і через партійні групи. Він був підпорядкований обласному комітетові партії (див. Область).